# Светска лига у ватерполу 2009.
Светска лига у ватерполу 2009. је осма година најмлађег ватерполо такмичења под окриљем Светске пливачке федерације ФИНА. Након континенталних квалификација финале је одржано у Подгорици у Црној Гори од 16. јуна до 21. јуна 2009.
У овогодишњем такмичењу учествовакло је 19 репрезентација. Дебитанти су Либија и Јужноафричка република. Либији је ово прво међународно такмичење. Прво место брани Ватерполо репрезентација Србије

## Систем такмичења
Учествовало је 19 национлних селекција које су у квалификацијам биле подељене у шест група по континентима: Европа А, Европа Б и Европа Ц, Азија-Океанија, Америка и Африка. У квалификацијама свака група је играла по двоструком бод систему (свако са сваким две утакмице).
Првопласиране екипе из сваке групе су се квалификовале на финални турнир, који је ове године одржан у Подгорицци од 16. јуна до 21. јуна. Једини сигурни учесник била је екипа домаћина финалног турнира Црне Горе.

### Бодовање
У Светској лиги нема нерешеног резултата. У случају да се меч заврши без победника изводе се петерци. Победа у регуларном делу доноси три бода, победа после петераца бодује се са два, а пораз после извођења петераца доноси један бод.

## Квалификације
|  | Екипа се квалификује за финале         |
|  | Екипа је елиминисана у квалификацијама |

## Африка
Афрички квалификацициони турнир се одржао у Казабланка, Мароко од 22. маја до 24. маја. Један од четири клуба се квалификује за финале. Јужноафричка Република и Либија дебитују у Светској лиги.
| Датум   | 1. Екипа     | Резултат | 2. Екипа     |
| ------- | ------------ | -------- | ------------ |
| 22. мај | Јужна Африка | 23 : 3   | Мароко       |
|         | Алжир        | 26 : 1   | Либија       |
| 23. мај | Мароко       | 27 : 1   | Либија       |
|         | Алжир        | 6 : 27   | Јужна Африка |
|         | Јужна Африка | 42 : 2   | Либија       |
|         | Мароко       | 6 : 8    | Алжир        |
| 24. мај | Јужна Африка | 60 : 1   | Либија       |
|         | Мароко       | 5 : 6    | Алжир        |
|         | Јужна Африка | 34 : 2   | Алжир        |
|         | Мароко       | 21 : 1   | Либија       |
| 25. мај | Јужна Африка | 32 : 6   | Мароко       |
|         | Алжир        | 14 : 1   | Либија       |

|    | Табела       | И | Д | И | ДГ  | ПГ  | ГР    | Бодови |
| -- | ------------ | - | - | - | --- | --- | ----- | ------ |
| 1. | Јужна Африка | 6 | 6 | 0 | 216 | 17  | + 199 | 18     |
| 2. | Алжир        | 6 | 4 | 2 | 64  | 72  | - 8   | 12     |
| 3. | Мароко       | 6 | 2 | 4 | 68  | 72  | -3    | 6      |
| 4. | Либија       | 6 | 0 | 6 | 4   | 190 | -186  | 0      |

Из групе Африка за финални турнир се клавификовала екипа Јужноафричке Република.

## Америка
Сједињене Државе су се квалификовале без квалификационог турнира.

### Азија/Океанија
У регији Азија и Океанија иодржана су два турнира један у у Аделаиди, Аустралија (22— 24. мај) и Окланд, Нови Зеланд (29—31. мај). Четири екипе су играле једнокружни турнир на свакој локацији, чији се резултати сабирају за коначни пласман. Две првопласиране екипе из групе иду у финале..
| Датум   | 1. Екипа    | Резултат       | 2. Екипа    |
| ------- | ----------- | -------------- | ----------- |
| 22. мај | Јапан       | 15 : 7         | Нови Зеланд |
|         | Аустралија  | 13 : 1         | Иран        |
| 23. мај | Аустралија  | 12 : 3         | Нови Зеланд |
|         | Јапан       | 18 : 9         | Иран        |
| 24. мај | Иран        | 12 : 8         | Нови Зеланд |
|         | Аустралија  | 15 : 8         | Јапан       |
| 29. мај | Иран        | 6 : 14         | Јапан       |
|         | Нови Зеланд | 5 : 22         | Аустралија  |
| 30. мај | Аустралија  | 20 : 7         | Иран        |
|         | Нови Зеланд | 9 : 15         | Јапан       |
| 31. мај | Нови Зеланд | 13 : 14 (пен.) | Иран        |
|         | Јапан       | 3 : 12         | Аустралија  |

|    | Табела      | И | Д  | И  | ДГ | ПГ  | ГР   | Бодови |
| -- | ----------- | - | -- | -- | -- | --- | ---- | ------ |
| 1. | Аустралија  | 6 | 6  | 0  | 94 | 27  | + 67 | 18     |
| 2. | Јапан       | 6 | 4  | 2  | 73 | 58  | +15  | 12     |
| 3. | Иран        | 6 | 2* | 4  | 49 | 86  | -37  | 5      |
| 4. | Нови Зеланд | 6 | 0  | 6* | 45 | 190 | -186 | 1      |

Из групе Азија / Океанија финални турнир су се квалификовале екипе Аустралије и Јапана.

### Европа
Европа је подељена у три групе чији се победници пласирају у финале, плус репрезентација Црне Горе као домаћин финала. Почетни план је био да свака група има по четири репрезентације., али су Уједињено Краљевство и Мађарска одустали..
Екипе нису играле турнир на једном месту, него су играли једну утамици код куће и реваншом у гостома са свима из групе, тако да су квалификације трајале 5 месеци..

#### Европа А
Референца:
Мађарска је требало да игра у овој групи.
| Датум       | 1. Екипа  | Резултат | 2. Екипа  |
| ----------- | --------- | -------- | --------- |
| 21. јануар  | Србија    | 12 : 6   | Француска |
| 17. фебруар | Грчка     | 16 : 6   | Француска |
| 10. март    | Грчка     | 6 : 11   | Србија    |
| 29. април   | Француска | 4 : 12   | Србија    |
| 5. мај      | Француска | 9 : 12   | Грчка     |
| 12. мај     | Србија    | 11 : 7   | Грчка     |

|    | Табела    | И | Д | И | ДГ | ПГ | ГР   | Бодови |
| -- | --------- | - | - | - | -- | -- | ---- | ------ |
| 1. | Србија    | 4 | 4 | 0 | 46 | 23 | + 23 | 12     |
| 2. | Грчка     | 4 | 2 | 2 | 41 | 37 | +4   | 6      |
| 3. | Француска | 4 | 0 | 4 | 25 | 52 | -27  | 0      |

#### Европа Б
Референца:
Репретентацја Уједињеног Краљевства је требало да игра у овој групи.
| Датум       | 1. Екипа  | Резултат | 2. Екипа  |
| ----------- | --------- | -------- | --------- |
| 21. јануар  | Италија   | 10 : 2   | Румунија  |
| 17. фебруар | Црна Гора | 13 : 7   | Румунија  |
| 10. март    | Италија   | 6 : 8    | Црна Гора |
| 29. април   | Румунија  | 12 : 10  | Италија   |
| 5. мај      | Румунија  | 9 : 11   | Црна Гора |
| 12. мај     | Црна Гора | 9 : 4    | Италија   |

|    | Табела    | И | Д | И | ДГ | ПГ | ГР   | Бодови |
| -- | --------- | - | - | - | -- | -- | ---- | ------ |
| 1. | Црна Гора | 4 | 4 | 0 | 41 | 26 | + 15 | 12     |
| 2. | Италија   | 4 | 1 | 3 | 30 | 31 | -1   | 3      |
| 3. | Румунија  | 4 | 1 | 3 | 30 | 44 | -14  | 3      |

#### Европа Ц
Reference:
| Датум       | 1. Екипа | Резултат       | 2. Екипа |
| ----------- | -------- | -------------- | -------- |
| 21. јануар  | Хрватска | 12 : 7         | Русија   |
|             | Шпанија  | 8 : 7          | Немачка  |
| 17. фебруар | Хрватска | 13 : 7         | Немачка  |
|             | Шпанија  | 14 : 13 (нен.) | Русија   |
| 10. март    | Хрватска | 11 : 8         | Шпанија  |
|             | Русија   | 7 : 10         | Немачка  |
| 31. март    | Немачка  | 6 : 8          | Шпанија  |
| 14. април   | Русија   | 12 : 15        | Хрватска |
| 5. мај      | Немачка  | 5 : 11         | Хрватска |
| 8. мај      | Русија   | 5 : 4          | Шпанија  |
| 12. мај     | Немачка  | 11 : 10        | Русија   |
|             | Шпанија  | 9 : 7          | Хрватска |

|    | Табела   | И | Д  | И  | ДГ | ПГ | ГР   | Бодови |
| -- | -------- | - | -- | -- | -- | -- | ---- | ------ |
| 1. | Хрватска | 6 | 5  | 1  | 69 | 47 | + 21 | 15     |
| 2. | Шпанија  | 6 | 4* | 2  | 51 | 49 | +2   | 11     |
| 3. | Немачка  | 6 | 2  | 4  | 46 | 57 | -11  | 6      |
| 4. | Русија   | 6 | 1  | 5* | 54 | 66 | -12  | 4      |

## Финални турнир Светске лиге
Финални турнир Светске лиге се одржао у Подгорици у Црној Гори од 16. јуна до 21. јуна 2009. Осам пласираних екипа су подељене у две групе по четири. У групи се игра једникружни бод систем.

### Група 1
| Датум    | 1. Екипа         | Резултат | 2. Екипа         |
| -------- | ---------------- | -------- | ---------------- |
| 16. јуни | Сједињене Државе | 10 : 6   | Италија          |
|          | Србија           | 12 : 6   | Јапан            |
| 17. јуни | Италија          | 4 : 6    | Србија           |
|          | Сједињене Државе | 14 : 3   | Јапан            |
| 18. јуни | Јапан            | 6 : 14   | Италија          |
|          | Србија           | 10 : 7   | Сједињене Државе |

|    | Табела           | И | Д | И | ДГ | ПГ | ГР  | Бодови |
| -- | ---------------- | - | - | - | -- | -- | --- | ------ |
| 1. | Србија           | 3 | 3 | 0 | 28 | 17 | +11 | 9      |
| 2. | Сједињене Државе | 3 | 2 | 1 | 31 | 19 | +12 | 6      |
| 3. | Италија          | 3 | 1 | 2 | 24 | 22 | +2  | 3      |
| 4. | Јапан            | 3 | 0 | 3 | 15 | 40 | -25 | 0      |

### Група 2
| Датум    | 1. Екипа     | Резултат | 2. Екипа     |
| -------- | ------------ | -------- | ------------ |
| 16. јуни | Аустралија   | 6 : 9    | Хрватска     |
|          | Црна Гора    | 18 : 5   | Јужна Африка |
| 17. јуни | Јужна Африка | 4 : 13   | Аустралија   |
|          | Црна Гора    | 12 : 7   | Хрватска     |
| 18. јуни | Јужна Африка | 3 : 12   | Хрватска     |
|          | Црна Гора    | 6 : 4    | Аустралија   |

|    | Табела       | И | Д | И | ДГ | ПГ | ГР  | Бодови |
| -- | ------------ | - | - | - | -- | -- | --- | ------ |
| 1. | Црна Гора    | 3 | 3 | 0 | 36 | 16 | +20 | 9      |
| 2. | Хрватска     | 3 | 2 | 1 | 28 | 21 | +7  | 6      |
| 3. | Аустралија   | 3 | 1 | 2 | 23 | 19 | +4  | 3      |
| 4. | Јужна Африка | 3 | 0 | 3 | 12 | 43 | -31 | 0      |

## Разигравање
Овај део се игра по куп систему унакрсно 19. јуна 2009.
| Датум    | 1. Екипа         | Резултат | 2. Екипа     |
| -------- | ---------------- | -------- | ------------ |
| 19. јуни | Сједињене Државе | 10 : 6   | Аустралија   |
|          | Италија          | 6 : 8    | Хрватска     |
|          | Србија           | 16 : 2   | Јужна Африка |
|          | Црна Гора        | 18 : 2   | Јапан        |

## Утакмице за пласман
Победници у разигравању су играли за пласман од 1 до 4, а поражени од 5 до 8 места

### Полуфинале од 5 до 8 места
Овај део се игра по куп систему 20. јуна 2009.
| Датум    | 1. Екипа   | Резултат | 2. Екипа     |
| -------- | ---------- | -------- | ------------ |
| 20. јуни | Аустралија | 12 : 6   | Јапан        |
|          | Италија    | 14 : 3   | Јужна Африка |

### Полуфинале од 1 до 4 места
Овај део се игра по куп систему 20. јуна 2009.
| Датум    | 1. Екипа         | Резултат | 2. Екипа  |
| -------- | ---------------- | -------- | --------- |
| 20. јуни | Сједињене Државе | 6 : 10   | Црна Гора |
|          | Хрватска         | 7 : 5    | Србија    |

## Финале

### Финале од 5 до 8 места

#### Меч за 7 место
| Датум    | 1. Екипа | Резултат | 2. Екипа     |
| -------- | -------- | -------- | ------------ |
| 21. јуни | Јапан    | 11 : 9   | Јужна Африка |

#### Меч за 5 место
| Датум    | 1. Екипа   | Резултат | 2. Екипа |
| -------- | ---------- | -------- | -------- |
| 21. јуни | Аустралија | 10 : 11  | Италија  |

## Финале од 1 до 4 места

### Меч за 3 место
| Датум    | 1. Екипа | Резултат | 2. Екипа         |
| -------- | -------- | -------- | ---------------- |
| 21. јуни | Србија   | 9 : 7    | Сједињене Државе |

### Меч за 1 место
| Датум    | 1. Екипа | Резултат | 2. Екипа  |
| -------- | -------- | -------- | --------- |
| 21. јуни | Хрватска | 7 : 8    | Црна Гора |

## Коначан пласман
| 1. Црна Гора        |
| 2. Хрватска         |
| 3. Србија           |
| 4. Сједињене Државе |
| 5. Италија          |
| 6. Аустралија       |
| 7. Јапан            |
| 8. Јужна Африка     |

| Првак VIII Светске лиге                      |
| -------------------------------------------- |
| Ватерполо репрезентација Црне Горе 1. Титула |